# 棉蝗属
棉蝗属是刺胸蝗亚科下的一个蝗虫属。物种记录分布在整个亚洲，包括印度、中国南部、韩国、日本、中南半岛和爪哇。

## 物种
全球生物物种名录列出了以下内容（其他物种现已归入里奇埃拉属）：
- 孟加拉棉蝗（英语：Chondracris bengalensis） 蒙加伊，1992
- 棉蝗 德·盖尔，1773 - 模式种 (为Acrydium roseum 德·盖尔)